# Bento de Góis
Bento de Góis (Vila Franca do Campo, fins de julho de 1562 — Suzhou, 11 de abril de 1607) foi um cristão-novo jesuíta e explorador que se notabilizou pela sua viagem por terra entre Goa (Índia) e Suzhou (China). Foi o primeiro europeu a percorrer o caminho terrestre da Índia para a China, através da Ásia Central. A sua viagem, uma das maiores explorações da história da humanidade, demonstrou que o reino de Cataio e o da China eram afinal o mesmo, o que alterou significativamente a concepção do mundo à época, uma vez que as relações comerciais entre a Ásia e a Europa eram muito intensas durante esse período.

## Biografia
Bento de Góis foi batizado em Vila Franca do Campo a 9 de agosto de 1562, com o nome de Luís Gonçalves. Tornou-se soldado por volta dos vinte anos de idade, tendo sido destacado, em 1583, para a Índia.
De acordo com a lenda, nesse período levava uma vida boémia até que após ter tido uma visão, numa igreja da aldeia de Colachel (província de Travancor) decidiu ingressar na Companhia de Jesus, o que fez, em fevereiro de 1584, no Colégio dos Jesuítas em Goa. Dois anos mais tarde, abandonou temporariamente o Colégio e viajou pela Pérsia, Arábia, Baluchistão, Sri Lanka, e muitos outros reinos da Ásia. Em 1588 regressou a Goa, ao Colégio dos Jesuítas, e mudou o seu nome para Bento de Goes.
Em 1594 integrou a 3ª expedição dos Jesuítas, guiada desta vez pelo padre Jerónimo Xavier (sobrinho-neto de São Francisco Xavier), à corte do Grão-Mogol Akbar, o Grande, em Lahore, passando a granjear deste uma marcada amizade. Tanto que induziu Akbar, o Grande, a estabelecer tréguas com os portugueses. Para tal, Akbar incumbiu Bento de organizar a faustosa embaixada (1600-1601) aos portugueses de Goa.

## A grande odisseia
Em Setembro de 1602 Bento partiu de Goa com um grupo restrito, em busca do lendário Grão-Cataio, reino onde se afirmava existirem comunidades cristãs nestorianas. A viagem era muito extensa (mais de 6 mil quilómetros) e de longa duração (cerca de quatro anos), e onde grandes obstáculos se deparam ao longo do percurso, sobretudo em virtude dos muitos conflitos na região, da profusão de reinos e estados, e da existência de grandes montanhas e desertos. Para além disso, a maior parte do seu percurso foi realizado em territórios de domínio muçulmano que nutriam especial animosidade pelos cristãos.
Em inícios de 1606 Bento de Góis chegou a Suzhou, uma cidade da província de Jiangsu, junto da Muralha da China.  Góis provou assim que o reino de Cataio e o reino da China eram afinal o mesmo, tal como a cidade de Khambalaik, de Marco Polo, era efectivamente a cidade de Pequim. Doente (possivelmente por ter sido atacado/assaltado e ferido) e com poucos meios de subsistência comunicou-o em carta ao padre Matteo Ricci, residente em Pequim, que lhe enviou o padre João Fernandes, um jesuíta de origem chinesa, para o conduzir até Pequim. Contudo, quando este alcançou Bento de Góis este já estava à beira da morte, o que ocorreu em 11 de Abril de 1607.

## Registos da sua viagem
Bento de Góis, que possuía um marcado conhecimento da cultura e costumes de múltiplos reinos da Ásia, e falava diversos idiomas como o Persa e o Turco, registou a sua viagem num diário. Contudo, pelo facto de no mesmo documento também registar as dívidas que terceiros lhe deviam o seu diário foi rasgado em inúmeros pedaços pouco antes da sua morte. O padre João Fernandes e o arménio Isaac, que acompanhou o missionário na longa viagem desde Goa, reuniram fragmentos do que sobrou desse diário e outros documentos, que entregaram posteriormente ao padre Matteo Ricci. Este padre, um grande erudito, através desses escassos documentos, do relato do arménio Isaac que o acompanhou sempre ao longo da Grande Odisseia, do que Goes contou ainda em vida ao padre João Fernandes, e de algumas cartas que Bento de Góis lhe tinha enviado anteriormente bem como aos Jesuítas em Goa; escreveu, entre 1608 e 1610, uma narrativa dessa viagem, que depois foi publicada. Esta relativa escassez de registos teve influência na projecção que a sua viagem assumiu doravante.

## Notoriedade posterior
Bento de Góis tornou-se o primeiro europeu a atravessar a Ásia Central, transpondo grandes cadeias montanhosas como os Pamires e o Caracórum, ou o grande deserto de Gobi, numa odisseia considerada por muitos historiadores não inferior à empreendida por Marco Polo séculos antes. Polo atravessou um território mais pacífico, menos retalhado em reinos e estados, e com menor domínio muçulmano, do que Bento de Góis encontrou à data. Aliás, Bento de Góis foi a primeira pessoa após Marco Polo a empreender esta extensa viagem pela Ásia Central, o que realizou cerca de três séculos depois de Polo. E só cerca de dois séculos depois, e com mais e melhores meios de orientação e de sobrevivência, é que se conseguiu realizar uma viagem semelhante à de Bento de Góis.
Em Portugal, Bento de Góis tem sido entre os exploradores portugueses da época dos Descobrimentos dos mais subvalorizados. Tal pode ser atestado pelo facto de, no 4º centenário da sua morte não se terem realizado quaisquer comemorações em Portugal continental, apenas se verificando tais celebrações na sua terra natal, Vila Franca do Campo, apesar de se tratar de um dos maiores exploradores terrestres portugueses.
A Câmara Municipal de Vila Franca do Campo homenageou-o em 1907, atribuindo o seu nome ao maior largo da vila, onde também se encontra uma estátua sua em bronze, da autoria de Numídico Bessone, inaugurada em 1962.